# Puerto Rico (Insel)
Puerto Rico ist eine Insel im Archipel der Großen Antillen im Karibischen Meer. Sie ist Hauptinsel des gleichnamigen Inselstaats Puerto Rico, des größten und einwohnerreichsten Außengebiets der Vereinigten Staaten von Amerika.
Zum Inselstaat Puerto Rico gehören neben der Hauptinsel noch zahlreiche andere Inseln (etwa alle der Spanischen Jungferninseln).